# Lin Carlos Henry
Lin Carlos Henry (Santa Marta, Magdalena, 7 de diciembre de 1977) es un exfutbolista colombiano. Jugaba de mediocampista y su último equipo fue el Unión Magdalena. 

## Clubes
| Club               | País     | Año       |
| ------------------ | -------- | --------- |
| Deportivo Unicosta | Colombia | 1998      |
| Junior             | Colombia | 1999-2001 |
| Real Cartagena     | Colombia | 2001-2002 |
| Junior             | Colombia | 2003-2005 |
| Cúcuta Deportivo   | Colombia | 2006-2009 |
| Total Chalaco      | Perú     | 2010      |
| Unión Magdalena    | Colombia | 2010      |

## Palmarés

### Campeonatos nacionales
| Título              | Club             | País     | Año  |
| ------------------- | ---------------- | -------- | ---- |
| Torneo Finalización | Junior           | Colombia | 2004 |
| Torneo Finalización | Cúcuta Deportivo | Colombia | 2006 |